# ヤテンガ王国
ヤテンガ王国（ヤテンガおうこく、Yatenga）は、現在のブルキナファソのヤテンガ県に存在した国。

## 歴史
ヤテンガ王国は、ワガドゥグー王国の三代目モーゴ・ナーバウブリ（Oubri）の孫ヤデガ（Yadéga)により建国された。ヤデガの死後モーゴ・ナーバのカンゴ（Kango)によりワヒグヤが首都とされた。1894年にマリのバンディアガラに駐屯するフランス軍が王位継承問題に乗じ、ワヒグヤに侵攻し、1895年5月15日にフランス軍大尉ジョルジュ・デストゥナーブとヤテンガ王国がフランスの保護領とする書簡に署名した。